# Samsung i7500
Samsung i7500 eller Samsung Galaxy var den första telefonen utvecklad av Samsungs som använde operativsystemet Android. De första nyheterna om telefonen kom i slutet av april 2009 och telefonen lanserades i ett flertal länder under sommaren och hösten samma år.